# Pierre Frachet
Pierre Frachet, né le 2 juillet 1933 à Plombières-les-Bains est un parolier, interprète, romancier et scénariste français. Il est décédé le 14 janvier 2015 à L'Haÿ-les-Roses (Val-de-Marne).

## Biographie
Originaire de Nancy, Pierre Frachet au début de sa carrière musicale « se produit dans certains cabarets, comme La Colombe, comme artiste de variétés ».
L'œuvre la plus connue de Pierre Frachet est la chanson Ma môme (1960), interprétée tout d'abord par Jean Ferrat et reprise ensuite notamment par Daniel Guichard pour son album Les Chansons que j’aime (1976). Pour Jean Ferrat, Frachet écrit également en 1960 L'éloge du célibat et Regarde-toi Paname.
Également interprète, Pierre Frachet enregistre lui-même Ma môme chez Odeon en février 1961, en 45 tours, et il l'interprète à Bobino .
Ma môme interprétée par Ferrat a joui d'un succès radiophonique, et « les principales stations de l'époque vont la programmer pendant des mois ». Ma môme fut non seulement une chanson appréciée du public, elle joua aussi un rôle déterminant dans l'évolution de Jean Ferrat puisque Louis-Jean Calvet écrit que: « Il y a six ans que Ferrat chantait en cabaret lorsque Ma môme le révèle enfin au grand public ». Et d'ajouter, en guise d'explication, que: « Poésie simple, familière, musique populaire, la chanson en annonce bien d'autres. [...] Les paroles de Pierre Frachet sont curieusement "ferratiennes". [...] Influence de l'auteur sur le compositeur et futur auteur? Peut-être. ».
En 1967, il publie un roman policier, Comme dit ma grand-mère suivi l'année suivante d'un second L'alcôve tue lentement.
Dans les années 1960/1970 il sera scénariste pour la série radiophonique Les Maîtres du mystère  de Pierre Billard pour qui il écrira plus d'une dizaine de titres, dont:  - Qui rira le dernier(1970)  - Dans un fauteuil (1969)  - Mort de 21 cyclistes (1971) 
Dans les années 1988/1992 il sera scénariste pour la télévision dans les séries Intrigues et Mésaventures d'Abder Isker.Plus d'une dizaine de scenarii, dont :  "Une extrême justice" réalisé par Emmanuel Fonlladosa
En 1975, il est co-scénariste du film Vous ne l'emporterez pas au paradis dans lequel jouent Pierre Mondy, Marion Game, Bernard Le Coq et Charles Denner.

## Œuvre littéraire

### Romans policiers
- Comme dit ma grand-mère, Presses de la Cité, coll. « Un mystère », 2e série, no 56, 1967
- L'alcôve tue lentement, Presses de la Cité, coll. « Un mystère », 2e série, no 91, 1968

### Nouvelle
- Puisque je dois mourir, dans Meurtres en pays charentais, Paris, Librairie des Champs-Élysées, collection Le Masque no 1065, 1969 (anthologie avec des nouvelles d'Ilka Rezette, de Pierre Frachet, de Philippe Verteuil et de Maurice Bastide.)